# محمد ماء العينين ولد أييه
محمد ماء العينين ولد أييه (مواليد 25 ديسمبر 1968 في مدينة أطار في الشمال الموريتاني) هو اقتصادي ووزير موريتاني كان يشغل منذ أغسطس 2020 منصب وزير التهذيب الوطني وإصلاح التعليم في حكومة الوزير الأول محمد ولد بلال حتى سبتمبر 2022، وكان قبل ذلك وزيرا للتعليم الثانوي والتكوين التقني والمهني في حكومة إسماعيل ولد الشيخ سيديا (من أغسطس 2019 حتى أغسطس 2020)، نهاية مارس 2022 أصبح ناطقا رسميا باسم الحكومة أيضا. وهو من الوزراء القلائل الذين حضروا في جميع حكومات الرئيس محمد ولد الغزواني الثلاث بتعديلاتها الجزئية الخمسة. كما كان يرأس حزب «الإنصاف» الحاكم في البلاد.